# 신상우 (정치인)
신상우(辛相佑, 1937년 5월 20일~2012년 1월 26일)는 대한민국의 정치인이다. 제8·9·10·11·13·14·15대 국회의원을 지냈다. 종교는 개신교이다. 본관은 영산, 호는 범중(凡中)이다.

## 생애

### 정계 시절
그는 고려대 시절 이기택과 함께 4.18 의거를 주도한 뒤 부산일보 기자로 재직하다가 8대 총선을 앞두고 신민당 김해·양산 지구당위원장으로 정계에 입문했고, 10월 유신과 12.12 쿠데타로 두 차례나 국회가 해산되는 속에서도 11대 국회까지 4선을 쌓는다. 민주한국당 부총재로 있던 1985년에는 12대 총선을 앞두고 김영삼으로부터 신한민주당 입당을 제의받았지만, 12대 국회에는 입성하지 못했다(선거구당 2명을 뽑는 체제하에서 신상우는 3위로 낙선).
이후 김영삼의 통일민주당에 참여해 13대 총선에 출마해 당선되었으며, 1990년 3당 합당에 합류한 뒤 국회 국방위원장(1992년), 해양수산부 장관(1996년), 한나라당 부총재 및 국회부의장(1998년)을 차례로 지낸다. 공천탈락한 뒤 이기택, 김윤환과 민주국민당을 창당해 부산 사상구에 출마하나 권철현에게 패배한다.
그 후 한동안 정치를 떠나있는 듯 하다가 2001년 9월, 자신의 고교 후배이자 통일민주당에서 한솥밥을 먹었던 노무현의 16대 대선 출마 소식을 듣고 그의 부산지역 후원회장을 맡았고, 노무현이 16대 대선에서 승리하면서 신상우는 문민정부 때보다 더욱 주목받는 실세가 된다. 이 후 2003년부터 1년간 민주평화통일자문회의 수석부의장을 맡았으며, 2004년 17대 총선에서 부산에 출마한다는 설이 돌았지만 실제로 출마하지는 않았다.

### KBO 총재
민주평통 수석부의장에서 물러난 신상우는 한동안 조용히 지냈으나 2005년 말에 KBO 총재에 내정되었으며, 2006년 1월 취임하였다. 참여정부 임기를 불과 2년 남짓 앞둔 시점에서 참여정부의 실세 정치인이 KBO 총재에 취임하는 것은 전형적인 낙하산 인사라는 비난이 많았으나 2006년 월드 베이스볼 클래식에서 대한민국 야구 국가대표팀이 일본, 미국 등을 꺾는 등의 좋은 성적을 거두면서 이러한 논란이 잠재워졌다. 2008년에는 베이징 올림픽 금메달, 500만 관중 돌파 등 프로야구의 중흥기를 가져왔으나 외적으로 많은 어려움에 직면하게 된다. 현대 유니콘스의 해체 이후 제 8구단의 창단을 둘러싼 과정에서 미숙한 대응과 넥센 히어로즈의 창단 과정에서 매끄럽지 못한 일 처리, 넥센 히어로즈 장원삼 투수의 현금 트레이드 논란, 일부 프로야구 선수들의 도박 파문 등 여러 악재가 겹치면서 결국 2008년 12월 KBO 총재를 사퇴하게 된다. 후임 새 KBO 총재에는 유영구씨가 추대되었다.

## 학력
- 부산사범학교부속국민학교 졸업
- 부산대신중학교 졸업
- 부산상업고등학교 졸업
- 고려대학교 정경대학 정치외교학 명예학사
- 고려대학교 경영대학원 수료

## 사망
2012년 1월 26일 향년 76세에 간암으로 사망하였다.

## 약력
- 1962년: 부산일보 기자
- 1973년~1981년: 제8·9·10대 신민당 국회의원
- 1981년~1985년: 제11대 민주한국당 국회의원
- 1985년~1987년: 민주한국당 부총재
- 1988년: 제13대 통일민주당 국회의원
- 1992년: 제14대 민주자유당 국회의원
- 1996년: 제15대 신한국당 국회의원
- 1996년~1997년: 초대 해양수산부 장관
- 1998년: 한나라당 부총재
- 2000년: 민주국민당 최고위원
- 2001년~2002년: 노무현 후보 부산지역 후원회장
- 2003년~2004년: 민주평화통일자문회의 수석부의장
- 2006년~2008년: KBO 총재

## 역대 선거 결과
|  | 51.87% |

|  | 38.23% |

|  | 29.42% |

|  | 0% |

|  | 23.86% |

|  | 62.48% |

|  | 56.15% |

|  | 47.59% |

|  | 17.85% |

## 소속 정당
| 소속 정당 | 소속 정당      | 소속 기간 | 비고                |
| --------- | -------------- | --------- | ------------------- |
|           | 신민당         | 1971~1980 | 정계 입문           |
|           | 무소속         | 1980~1981 | 정당 해산           |
|           | 민주한국당     | 1981~1985 | 창당                |
|           | 무소속         | 1985      | 탈당                |
|           | 신한민주당     | 1985~1987 | 창당                |
|           | 무소속         | 1987      | 탈당                |
|           | 통일민주당     | 1987~1990 | 창당                |
|           | 민주자유당     | 1990~1995 | 합당                |
|           | 신한국당       | 1995~1997 | 당명 변경           |
|           | 한나라당       | 1997~2000 | 합당                |
|           | 무소속         | 2000      | 탈당                |
|           | 민주국민당     | 2000~2001 | 창당                |
|           | 무소속         | 2001~2002 | 탈당                |
|           | 새천년민주당   | 2002~2003 | 입당                |
|           | 무소속         | 2003      | 탈당                |
|           | 열린우리당     | 2003~2007 | 창당                |
|           | 대통합민주신당 | 2007~2008 | 합당                |
|           | 통합민주당     | 2008      | 합당                |
|           | 민주당         | 2008~2010 | 당명 변경           |
|           | 무소속         | 2010~2012 | 탈당 정계 은퇴 사망 |

## 같이 보기
- 양산군·동래군
- 양산군의 국회의원
- 동래군의 국회의원
- 양산군·김해군
- 김해군의 국회의원
- 북구 (부산 선거구)
- 부산 북구의 국회의원
- 북구 을 (1988년 부산 선거구)
- 사상구 을
- 부산 사상구의 국회의원
- 사상구 (선거구)
- 대한민국의 해양수산부 장관
- 대한민국의 국회부의장
- 대한민국의 민주평화통일자문회의 수석부의장